# Stratîn, Rohatîn
Stratîn (în ucraineană Стратин) este localitatea de reședință a comunei Stratîn din raionul Rohatîn, regiunea Ivano-Frankivsk, Ucraina.

## Demografie
Componența lingvistică a localității Stratîn
     Ucraineană (99,64%)
     Alte limbi (0,36%)
Conform recensământului din 2001, majoritatea populației localității Stratîn era vorbitoare de ucraineană (99,64%), existând în minoritate și vorbitori de alte limbi.